# عملة نصف دولار المئوية لبريدجبورت و كنيتيكت
نصف دولار بريدجبورت، كونيتيكت، المئوية (ويُعرف أيضًا باسم نصف دولار بريدجبورت المئوية أو نصف دولار بريدجبورت) هو قطعة تذكارية بقيمة خمسين سنتًا أصدرتها في عام 1936 هيئة سك العملة الأمريكية لتكريم الذكرى المئوية لتأسيس بريدجبورت، كونيتيكت، كمدينة. صمم الوجه الأمامي للعملة بواسطة هنري كريس، ويصور رجل الاستعراض بي تي بارنوم، الذي كان أحد أشهر سكان بريدجبورت، وكان عمدة المدينة، وساعد في تطويرها، ودُفن هناك. يصور الوجه الخلفي نسرًا منمقًا.
أرادت سلطات بريدجبورت إصدار عملة تذكارية لتمويل احتفالات المئوية. في ذلك الوقت، كان الكونغرس يُجيز إصدار مثل هذه العملات حتى في المناسبات المحلية، وقد أقرّ الكونغرس قانون نصف دولار بريدجبورت دون معارضة. كان كريس قد صمم نصف دولار كونيتيكت بمناسبة الذكرى المئوية الثالثة (1935)، وأنتج تصاميم تُظهر بارنوم متجهًا إلى اليسار ونسرًا عصريًا مشابهًا للنسر الموجود على قطعة كونيتيكت.
بيعت العملات المعدنية للعامة ابتداءً من سبتمبر 1936 بسعر 2 دولار. ورغم أن الأمر قد فات بالنسبة لمعظم احتفالات الذكرى المئوية، إلا أن العملات المعدنية بيعت بشكل جيد، رغم أنها تركت ما تبقى غير مباع من عدة آلاف من القطع. وقد أشتروها من قبل تجار العملات وكانت كميات بالجملة متاحة في السوق الثانوية حتى سبعينيات القرن العشرين. يُباع نصف دولار بريدجبورت بمئات الدولارات، اعتمادًا على الحالة.

## الخلفية
بريدجبورت، أكبر مدينة في ولاية كونيتيكت، سميت على اسم الجسر المتحرك الذي كان السكان المحليون فخورين به. تأسست في عام 1639، وكانت مركزًا مهمًا خلال القرنين السابع عشر والثامن عشر، ولكن لم تدمج كمدينة حتى عام 1836. قام إلياس هاو، مخترع ماكينة الخياطة الحديثة، ببناء مصنع هناك.
من بين سكان بريدجبورت المشهورين كان بي تي بارنوم، رجل الاستعراض، الذي أصبح عمدة المدينة، وخدم في الهيئة التشريعية لولاية كونيتيكت، ودُفن هناك. وهب متحف بارنوم للتاريخ الطبيعي (الذي أُغلق الآن) في جامعة تافتس بولاية ماساتشوستس، ولكن كما قال الكاتب في علم العملات آرلي سلابو الابن: "أعظم نصب تذكاري له هو السيرك. ألا ترى رنين نشارة الخشب، وتسمع صوت الكاليوب؟" استمر سيرك رينغلينغ براذرز وبارنوم وبيلي حتى عام 2017.
حتى عام 1954، كانت الحكومة تبيع كامل سك كل عملة تذكارية بالقيمة الاسمية لمجموعة عينها الكونغرس عند الموافقة على التشريع، والتي حاولت بعد ذلك بيع العملات المعدنية لتحقيق ربح للجمهور. ودخلت القطع الجديدة بعد ذلك السوق الثانوية، وفي أوائل عام 1936 بيعت جميع القطع التذكارية السابقة بسعر أعلى من أسعار إصدارها. لقد جذبت الأرباح الواضحة السهلة التي يمكن تحقيقها من خلال شراء وحمل العملات التذكارية العديد من الأشخاص إلى هواية جمع العملات المعدنية، حيث سعوا إلى شراء الإصدارات الجديدة. وقد أدى نمو سوق هذه القطع إلى ظهور العديد من مقترحات العملات التذكارية في الكونغرس، للاحتفال بالذكرى السنوية والاستفادة (كما كان من المأمول) من القضايا الجديرة بالاهتمام، بما في ذلك بعض القضايا ذات الأهمية المحلية البحتة. ومن بين هذه القطع كانت قطعة بريدجبورت، المخصصة لتمويل الاحتفالات المحلية بالذكرى المئوية للمدينة؛ وكانت المجموعة المعينة هي شركة بريدجبورت سينتينيال، المسؤولة عن الاحتفالات.

## التشريع

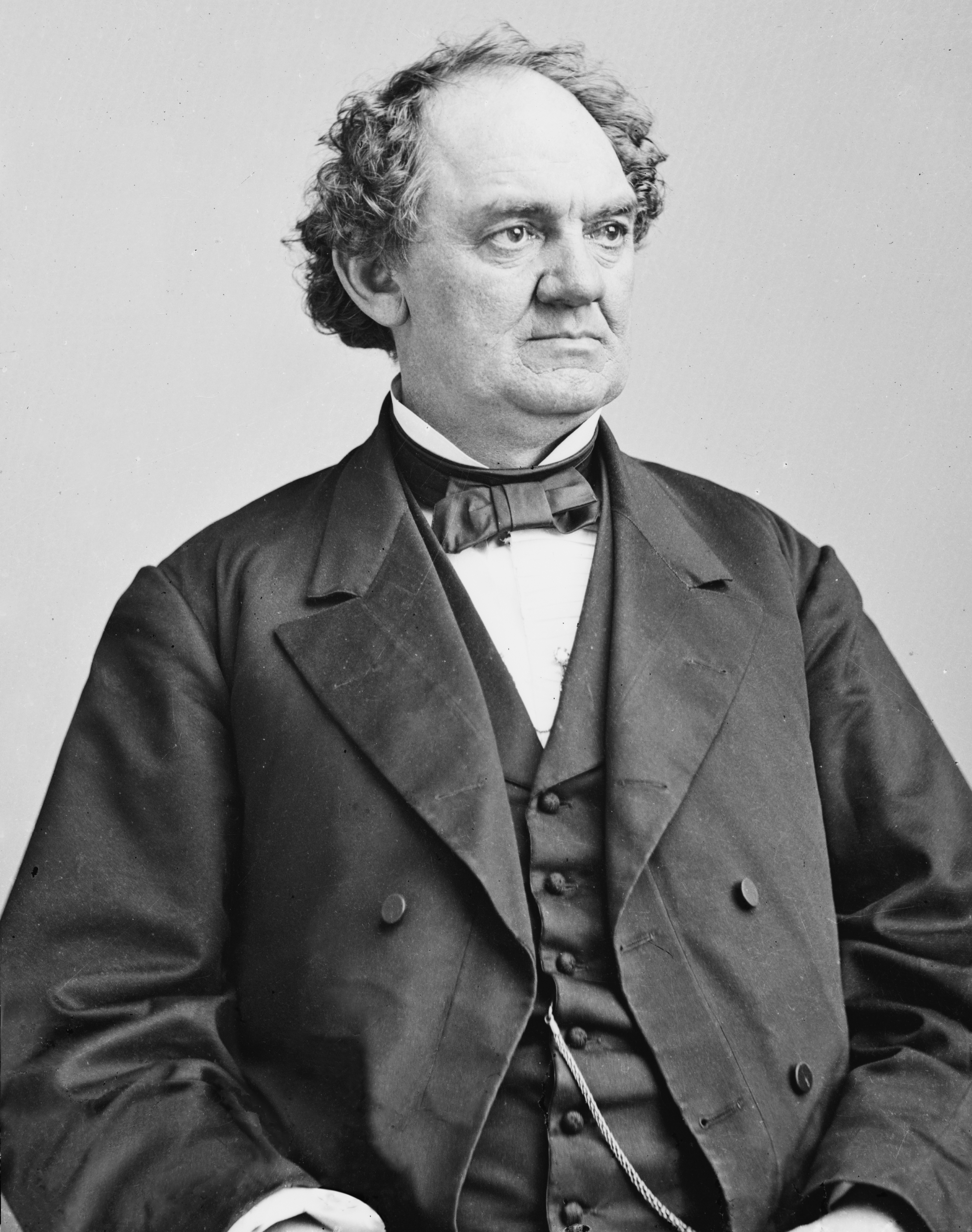
بي تي بارنوم

قدم مشروع قانون لنصف دولار تذكاري لمدينة بريدجبورت إلى مجلس الشيوخ الأمريكي من قبل أوغسطين لونيرجان من ولاية كونيتيكت في 10 مارس 1936. طُلب من السيناتور الآخر من ولاية كونيتيكت، فرانسيس تي مالوني، قبل ثلاثة أو أربعة أسابيع تقديم مشروع القانون، لكن السيناتور مالوني اختار عدم القيام بذلك بسبب العديد من مشاريع قوانين العملات التذكارية المعروضة بالفعل على مجلس الشيوخ. إحيل مشروع قانون بريدجبورت إلى لجنة البنوك والعملات، وكان واحدًا من العديد من مشاريع قوانين العملات التذكارية التي سينظر فيها في 11 مارس 1936، من قبل لجنة فرعية بقيادة ألفا بي آدامز من كولورادو.
كان السيناتور آدامز قد سمع عن إساءة استخدام العملات التذكارية في منتصف ثلاثينيات القرن العشرين، حيث قام المصدرون بزيادة عدد العملات المعدنية اللازمة لمجموعة كاملة من خلال إصدارها في دور سك مختلفة بعلامات سك مختلفة؛ ولم يضع التشريع الذي يجيز ذلك أي حظر على هذا. وشهد ليمان دبليو هوفكر، وهو تاجر عملات من ولاية تكساس ومسؤول في الجمعية الأمريكية لعلم العملات، وأخبر اللجنة الفرعية أن بعض الإصدارات، مثل نصف دولار تذكاري لمسار أوريغون، الذي سُك لأول مرة في عام 1926، صدرت على مدار سنوات بتواريخ وعلامات سك مختلفة. وقد اشتروا إصدارات أخرى بالكامل من قبل تجار فرديين، وبيعت بعض الأصناف منخفضة السك من العملات التذكارية بأسعار مرتفعة. وقد أثارت الأصناف العديدة والأسعار المبالغ فيها لبعض الإصدارات الناتجة عن هذه الممارسات غضب هواة جمع العملات الذين حاولوا الحفاظ على مجموعاتهم الحالية.
في 26 مارس، أعاد آدامز مشروع القانون إلى مجلس الشيوخ، وإن كان مع تعديلات واسعة النطاق. لا يمكن سك العملات المعدنية إلا في دار سك واحدة؛ سيكون هناك حد أقصى للسك يبلغ 10000 عملة معدنية ولا يمكن صنع أقل من 5000 عملة في المرة الواحدة. يجب أن يكون تاريخها عام 1936، وكان لدى شركة بريدجبورت سينتينيال، وهي المنظمة المعينة لشراء العملات المعدنية، عام واحد للقيام بذلك. لا يمكن استخدام العائدات الصافية التي حصلت عليها شركة بريدجبورت سينتينيال من بيع العملات المعدنية إلا في احتفالات الذكرى المئوية. عُرض مشروع القانون على مجلس الشيوخ في 27 مارس 1936، وكان ثاني مشاريع قوانين سك العملة الستة قيد النظر واحدًا تلو الآخر. ومثل غيره، عُدِّل وأُقر دون مناقشة مسجلة أو معارضة.
وصل مشروع القانون إلى مجلس النواب في الأول من أبريل، وأُحيل إلى لجنة سك العملة والأوزان والمقاييس. قدّمت اللجنة تقريرها في السادس عشر من الشهر نفسه، مُوصيةً بتعديلٍ يُشترط سكّ ما لا يقل عن 25,000 عملة. وقد حذف التعديل النصّ الذي يشترط سكّ 5,000 عملة في المرة الواحدة، بالإضافة إلى تحديد مهلة عام واحد. في 28 أبريل، قدّم النائب شويلر ميريت من ولاية كونيتيكت مشروع القانون إلى مجلس النواب، طالبًا إقراره مع التعديل المُوصى به، وقد جرى ذلك دون أيّ نقاش أو اعتراض.
وبما أن المجلسين لم يقرّا نسختين متطابقتين، فقد أعاد هذا مشروع القانون إلى مجلس الشيوخ. في الرابع من مايو، تقدم آدامز بطلب إلى مجلس الشيوخ للموافقة على تعديل مجلس النواب، وهو ما حدث بالفعل؛ وأصبح مشروع القانون قانونًا، حيث سمح بما لا يقل عن 25000 نصف دولار، بتوقيع الرئيس فرانكلين د. روزفلت في 15 مايو 1936. إن عدم وجود حد أقصى للسك أو حد زمني للإنتاج يعني أن شركة Bridgeport Centennial, Inc. كان بإمكانها أن تطلب عددًا لا حصر له من العملات المعدنية في المستقبل طالما كانت مؤرخة بعام 1936. أزيلت أي سلطة من هذا القبيل من قبل الكونغرس من خلال التشريع الذي مرر في 5 أغسطس 1939، والذي يوجه بعدم سك العملات التذكارية المصرح بها قبل الأول من مارس من ذلك العام.

## التحضير

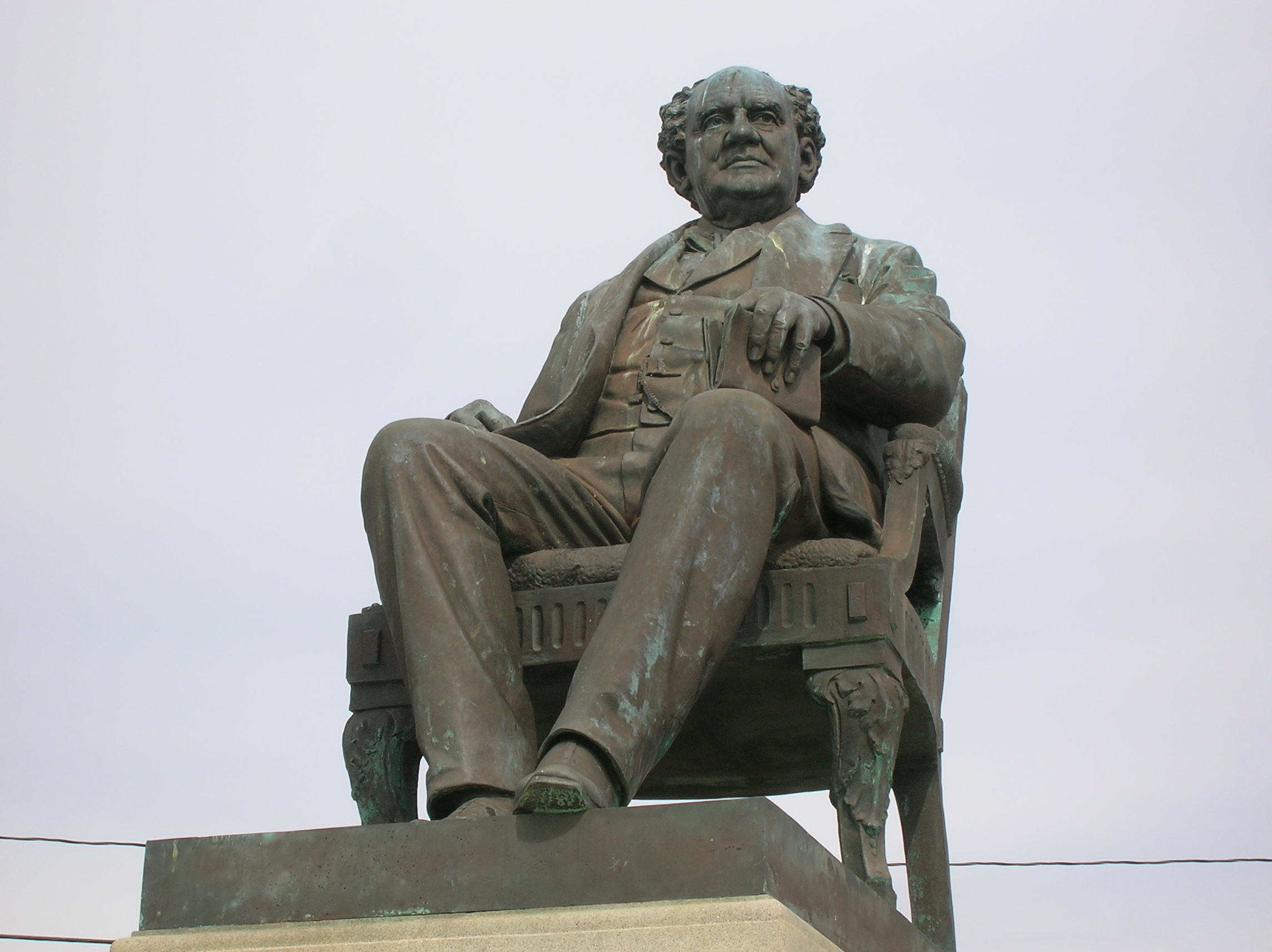
PT Barnum، نحتها توماس بال (1887)، منتزه سيسايد، بريدجبورت، كونيتيكت

في 10 يونيو 1936، كتب عمدة بريدجبورت جاسبر ماكليفي إلى مديرة دار سك العملة الأمريكية نيللي تايلي روس، لإبلاغها أنه عين هنري كريس، مصمم نصف الدولار بمناسبة الذكرى المئوية الثالثة لولاية كونيتيكت، لنحت عملة بريدجبورت، وأرفق رسومات التصميم المقترح. وأشار ماكليفي إلى أن بارنوم كان موضوع أحد جانبي العملة، وأوضح أن بارنوم قدم منتزه سيسايد إلى المدينة وساعد في تطوير شرق بريدجبورت. في اليوم التالي، كتب روس إلى وزير الخزانة هنري مورغنثاو الابن موضحًا أن تصميمات بريدجبورت سترسل إلى لجنة الفنون الجميلة للحصول على رأيها قبل أن يُطلب من مورغنثاو إعطاء الموافقة النهائية. كلفت اللجنة بموجب أمر تنفيذي صادر عام 1921 من قبل الرئيس وارن جي هاردينغ بتقديم آراء استشارية بشأن الأعمال الفنية العامة، بما في ذلك العملات المعدنية. وأشارت إلى أنه في حين أن مسألة ما إذا كان ينبغي ظهور بارنوم على العملة المعدنية لم تكن من اختصاص اللجنة، فإن ذلك لم يمنعها من التدخل ضد ظهور ستيفن فوستر على نصف دولار مركز سينسيناتي الموسيقي.
في 24 يونيو 1936، كتب رئيس اللجنة، تشارلز مور، إلى روس، مرفقًا به تعليقات من لي لوري، النحات العضو في اللجنة، والتي وافقت بشكل عام على تصميمات كريس، لكنها اقترحت نقل كلمتي LIBERTY IN GOD WE TRUST من أسفل رأس بارنوم على الوجه الأمامي إلى الوجه الخلفي. واقترح لوري أن هذا من شأنه أن يسمح بمساحة لاسم CONNECTICUT (المختصر باسم CONN. في النص الأصلي) ليقدم بالكامل. وافقوا على النماذج المنقحة من قبل اللجنة، وفي 4 أغسطس، إرسلت النماذج المكتملة للعملات المعدنية إلى مورغنثاو بواسطة مساعدة مدير دار سك العملة ماري إم. أورايلي. تحولت النماذج إلى محاور بحجم العملات المعدنية بواسطة شركة Medallic Art Company في نيويورك في الوقت المناسب لبدء سك العملات في سبتمبر.

## التصميم
يُصوِّر وجه نصف دولار بريدجبورت تمثالًا نصفيًا لـ بي. تي. بارنوم، وهو موضوعٌ استحوذ على الكثير من التعليقات على تصميم العملة. صرّح مايكل ك. جاروفالو، في مقاله عن كريس، "على الرغم من أن الصورة تُشبه بارنوم بشدة، إلا أن الرسم كان عاديًا بالنسبة لكريس الموهوب". ويؤكد أنتوني سوياتيك ووولتر برين، في مجلدهما عن العملات التذكارية، أن "اختيار بي. تي. بارنوم، من بين جميع الأشخاص الذين يمكن تخيلهم... لا علاقة له بسخرية "يولد شخصٌ مغفلٌ كل دقيقة" (مهما كان هذا ينطبق على هواة العملات التذكارية في ثلاثينيات القرن العشرين) بقدر ما هو مرتبطٌ بصدقاته الخيرية للمدينة". وقد أطلق برين على بارنوم لقب القديس الراعي لهواة جمع العملات. اقترح التاجر ب. ماكس ميل، في عمله عام 1937 على العملات التذكارية، أن مشتري العملة كانوا "مغفلين"، وكتب، "نعتقد أن صورة بارنوم، في ضوء ملاحظته الشهيرة، هي بالتأكيد الأكثر ملاءمة".
وانتقد ميهل أيضًا ظهر العملة:
The eagle (?) on the new Bridgeport half dollar is the biggest joke as a specimen of our noble bird that ever appeared on a coin. Not a feather appears on its tin-roof surface, and several beholders said it resembled an airplane. Turn it around and you have a fine shark with two dorsal fins, an open mouth and a tongue. The shark appears to be laughing. I wonder at whom? And how apropos that P. T. Barnum's portrait adorns the other side. He was right in his famous remarks years ago.

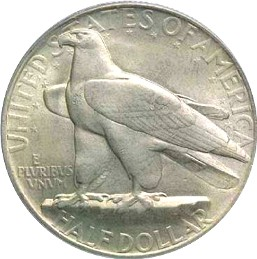
نسر كريس لنصف دولار كونيتيكت الذكرى المئوية الثالثة

يصف ديفيد باورز نسر كريس بأنه حديث وأشار إلى تشابهه مع النسر الذي صنعه النحات لنصف دولار كونيتيكت. وقد اتفق دون تاكساي، الذي كتب في عام 1966، مع هذا الرأي، معتبراً النسر هو الأكثر حداثة على أي عملة معدنية. أطلق عليها كاتب العملات كيفن فلين اسم "النسر الحديث للغاية". صرح جاروفالو قائلاً: "لقي نسر كريس المُصمم بأسلوبه المُتقن آراءً متباينة. فقد نال استحسان النقاد في عالم الفن، إلا أنه حير الجمهور، إذ لم يُدرك الكثير منهم بسهولة أن هذا الطائر رمزٌ للأمة." يظهر الحرف الأول من اسم كريس (K) مُدرجًا في أسفل اليمين.
اعتبر سوياتيك وبرين العملة "قطعة فنية مستوحاة من فن الآرت ديكو". ووفقًا لغاروفالو، "من الناحية الفنية، حققت تصاميم كريس لنصف دولار بريدجبورت نجاحًا باهرًا. كان وجه العملة محافظًا ودقيقًا، كما ينبغي أن تكون الصورة الشخصية، وكان ظهرها أنيقًا وملهمًا." صرّح مؤرخ الفن كورنيليوس فيرمول، في مجلده عن العملات والميداليات الأمريكية، بأن قطعة بريدجبورت "تُعتبر من أنجح العملات التذكارية ضمن التقليد الواسع الذي أرساه أوغسطس سانت جودنز". ووصف القطعة بأنها "تحمل صورة بي. تي. بارنوم بشكل كبير ومدروس، ونسرًا بارزًا ذا طابع معدني مفاهيمي"، وأشاد بالحروف، معتبرًا أن وضع الشعارات الوطنية على ظهرها "لم يكن غير فني". اقترح فيرمول أن كريس لم يتمكن من إيجاد موضوع مناسب متعلق ببريدجبورت للوجه الخلفي، وبدلًا من ذلك تحول إلى "تفسير جديد لعناصر، مثل النسر، المستخدمة في عملات الإصدار العادي. كان من الممكن أن تظهر عملة تكريمًا لـ بي. تي. بارنوم أسدًا أو فيلًا أو دبًا مؤديًا على الوجه الخلفي، لكن هذا المنتج من المشاريع المدنية لبريدجبورت يكتسب ميزة كبيرة لإظهاره شكلًا جديدًا ومثيرًا للطائر الوطني".

## الإنتاج والتوزيع والتجميع
في سبتمبر 1936، سك ما مجموعه 25015 نصف دولار بريدجبورت في دار سك العملة في فيلادلفيا مع الاحتفاظ بـ 15 قطعة للفحص والاختبار في العام التالي من قبل لجنة الفحص السنوية. وقد بيعت بسعر 2 دولار، في الغالب من خلال البنوك المحلية في بريدجبورت. عالجت مبيعات الطلبات البريدية بواسطة البنك الوطني الأول في بريدجبورت. بحلول هذا الوقت، كانت العديد من احتفالات المئوية قد انتهت، حيث بدأت في الرابع من يونيو، على الرغم من أنها استمرت حتى الثالث من أكتوبر. بيعت العملات المعدنية الفردية في صناديق من الورق المقوى الصغيرة، بحد أقصى خمس عملات لكل مشترٍ. وعلى الرغم من سعرها المرتفع نسبيًا وحقيقة إصدارها بعد العديد من احتفالات الذكرى المئوية، فقد بيعت العملة بشكل جيد لدى كل من الجمهور والجامعين.
ظلت عدة آلاف من القطع غير مباعة، وقام منظمو الاحتفال بالذكرى المئوية بنقلها إلى صندوق مجتمع بريدجبورت، الذي باعها بالجملة إلى تجار العملات مقابل زيادة طفيفة على قيمتها الاسمية. في الخمسينيات من القرن العشرين، كان تويفو جونسون، وهو تاجر عملات في ولاية ماين، يمتلك حوالي ألف منها، و بيعت لفافات تحتوي على 20 منها في مؤتمرات العملات لسنوات بعد ذلك؛ ثم استحوذ على العديد منها وبيعها من قبل شركة استثمار في العملات في أوائل السبعينيات.
بحلول عام 1940، بيعت قطعة بريدجبورت بحوالي 1.50 دولار في حالة غير متداولة، على الرغم من أن هذا السعر ارتفع إلى 2.50 دولار بحلول عام 1950، و12 دولارًا بحلول عام 1960، و250 دولارًا بحلول عام 1985. يُدرج الإصدار الفاخر من كتاب RS Yeoman 's A Guide Book of United States Coins، الذي نُشر في عام 2018، العملة المعدنية بسعر يتراوح بين 120 و300 دولار، اعتمادًا على الحالة. بيعت عينة استثنائية بمبلغ 1880 دولارًا في عام 2015.

## الملحوظات
1. ↑  In addition to the Bridgeport piece, they were: the نصف دولار مئوية ولاية ويسكونسن، نصف دولار ديلاوير الذكرى المئوية الثالثة، Rhode Island Tercentenary half dollar، نصف دولار نيو روشيل لذكرى 250 عام, House and Senate versions of the نصف دولار الذكرى المئوية الثالثة لجزيرة لونغ آيلاند, and an unsuccessful proposal for a half dollar honoring ويليام هنري هاريسون. In addition, there was a proposal for a new design for the multi-year نصف دولار مئوية أركنساس  [لغات أخرى]‏, which would pass, and a similar request for the نصف دولار الذكرى المئوية لولاية تكساس, which would fail alongside bills for commemorative medals for جيفرسون ديفيس and روبرت إدوارد لي, a proposal to revive the three-cent nickel, and a bill to declare it the policy of the U.S. to strike commemorative medals instead of commemorative coins.[10]

## روابط خارجية
قالب:Coinage (United States)
قالب:Barnum